# Tratado de Livre-Comércio entre Colômbia e Estados Unidos

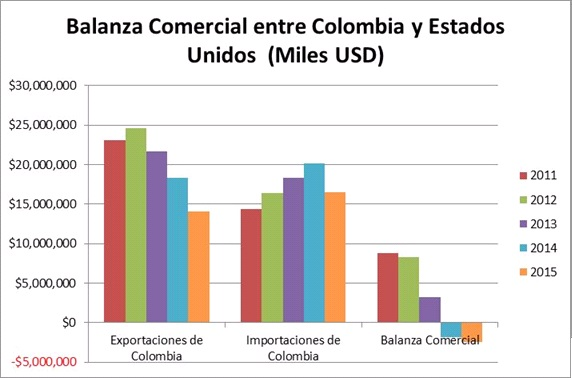
Balança comercial entre a Colômbia e os Estados Unidos

O Tratado de Livre Comércio entre Colômbia e Estados Unidos (TLC) é o nome mais usado pela imprensa, o governo e as pessoas na Colômbia. O nome oficial é Acordo de Promoção Comercial entre Estados Unidos e Colômbia (em inglês Colombia Trade Promotion Agreement (TPA)). Este tratado, promovido pelo presidente Uribe, ainda não está em vigor; deveria ser aprovado pelo Congresso de Colômbia.